# Michael Habermann
Michael Habermann (* 24. Februar 1955 in Elversberg) ist ein deutscher Politiker (SPD).
Habermann, der seit 1972 Mitglied der SPD ist, war von Beruf Sozialarbeiter und als solcher Verwaltungsangestellter im saarländischen Sozial- und Familienministerium. Bei der Bundestagswahl 1990 trat er zunächst erfolglos auf der Landesliste an. Da aber Oskar Lafontaine sein Mandat nicht annahm, rücke er für ihn nach. Schwerpunkt seiner politischen Arbeit im Parlament war die Finanz- und Familienpolitik. Er entwickelte federführend ein Konzept zur Weiterentwicklung des einheitlichen Kindergelds hin zu einer beitragsfinanzierten Kindergrundsicherung, das jedoch nicht weiterverfolgt wurde. Habermann gehörte dem Bundestag bis 1994 an.